# Homolamprima crenulata
Homolamprima crenulata is een keversoort uit de familie vliegende herten (Lucanidae). De wetenschappelijke naam van de soort is voor het eerst geldig gepubliceerd in 1885 door MacLeay.